# Elsa Pooley
Pour les articles homonymes, voir Pooley.
Elsa Pooley (née Elsa Susanna Bond en 1947 à Johannesbourg), est une botaniste, paysagiste, guide et artiste sud-africaine.

## Biographie
Elle vit dans les réserves de gibier Ndumo (en) et Mkhuze et les explore depuis environ 20 ans, où elle a été inspirée par la flore de la région. Elle collecte des plantes, les peint, écrit à leur sujet, et jardine avec elles. Son travail a été exposé à travers l'Afrique du Sud, ce qui a mené à des commissions, à la fois au niveau local et à l'étranger. Ses peintures ont paru dans la série Flowering Plants of Africa (en) et son édition limitée de portfolio « Palms of Africa » (1988) a été vendue dans le monde entier. Elle a été mandatée pour faire des peintures pour le Train bleu en 1999
Pooley vit à Clansthal sur la Côte sud du KwaZulu-Natal depuis 1984, et passe son temps à la peinture, l'écriture et à diriger des circuits peinture au KwaZulu-Natal et au Lesotho. Elle est un membre fondateur de l'Association des Artistes Botaniques d'Afrique du Sud (Botanical Artists' Association of Southern Africa, BAASA).
Elsa Pooley a été mariée à Tony Pooley (en) (1938-2004), un garde de réserve et un spécialiste  renommé sur les crocodiles. Trois fils sont issus de ce mariage - Simon, Justin et Thomas.

## Livres
- Vincent Carruthers et Elsa Pooley, Flowers, Grasses, Ferns & Fungi, Southern Book Publishers, 1999 (ISBN 978-1-86812-748-1, lire en ligne)
- avec Tony Pooley : Mashesha - The Making of a Game Ranger. 1992
- Elsa Pooley, The Complete Field Guide to Trees of Natal, Zululand & Transkei, Natal Flora Publications Trust, 1993, 512 p. (ISBN 978-0-620-17612-5, lire en ligne)
- Vincent Carruthers, Field Guide : Natuurlewe Van Suider-afrika, Struik, 2000, 310 p. (ISBN 978-1-86872-452-9, lire en ligne)
- Vincent Carruthers, The Wildlife of Southern Africa : A Field Guide to the Animals and Plants of the Region, Struik, 2005, 310 p. (ISBN 978-1-86872-451-2, lire en ligne) with Vincent Carruthers
- Elsa Pooley, A Field Guide to Wild Flowers : KwaZulu-Natal and the Eastern Region, Natal Flora Publications Trust, 1998, 630 p. (ISBN 978-0-620-21500-8, lire en ligne)
- Elsa Pooley, Sasol Trees of Southern Africa : A First Field Guide, Struik Publishers, 1999, 57 p. (ISBN 978-1-86872-291-4, lire en ligne)
- Elsa Pooley, Mountain Flowers : A Field Guide to the Flora of the Drakensberg and Lesotho, Natal Flora Publications Trust, 2003, 320 p. (ISBN 978-0-620-30221-0, lire en ligne)
- Elsa Pooley et Geoff Nichols, Forest Plants : In the Forest and in the Garden, Flora Publications Trust, 2006, 72 p. (ISBN 978-0-620-37012-7, lire en ligne)

## Articles
- Pooley, A.C., E.S. Pooley, Wayne F. Hadley et Carl Gans (1973) « Ecological aspects of the subsoil herpetofauna in Ndumu Game Reserve ». Annals of Carnegie Museum vol. 44 Article 8.
- Anderson J.L. et E.S. Pooley (1977) « Some plants identified in the rumina of Nyala antelope Tragelaphus angasi in Ndumu Game Reserve ». Lammergeyer, Journal of Natal Parks Board, 23:40-45.
- De Moor, P.P., E.S. Pooley, G. Neville et J. Barichievy (1977) « Vegetation of Ndumu Game Reserve, Natal. A Quantitative Physiognomic Survey ». Annals Natal Museum. 23(1): 239-272
- E. S. Pooley, « A checklist of the plants of Ndumu Game Reserve, North-eastern Zululand », JS Afr. Bot, vol. 44, no 1,‎ 1978, p. 1–54 (lire en ligne)
- Pooley, E.S. (1980) « A report on a study of Smilax kraussiana in the St Lucia Resort Game Park ». Internal report,Natal Parks Board.
- Pooley, E.S. (1980) « Some notes on the utilization of natural resources by the tribal people of Maputaland ». IN Studies on the Ecology of Maputaland, edited by M.N. Bruton & K.GH. Cooper, Wildlife Society of SA pp 467–479
- Pooley, E.S. (1989) « Palms of Southern Africa ». Veld and Flora, magazine of the Botanical Society of SA.
- Linda N. Smedley et J. L. Ribeiro-Torres, Man and the Pongolo Floodplain; a Preliminary Study, The Council, 1979

## Récompenses
- 1996 : Défenseur de l'année de la Wildlife & Environment Society (branche du Natal)
- 1999 : Certificat de mérite pour ses contributions exceptionnelles à la botanique, par la South African Association of Botanists.
- 2000 : Médaille de bronze lors de l'inauguration de l'Exposition Kirstenbosch d'Art Botanique.
- 2004 : Médaille Marloth de la Société Botanique d'Afrique Australe
- 2008 : doctorat honorifique en sciences par l'Université du KwaZulu-Natal